# Phan Huỳnh Sơn
Phan Huỳnh Sơn (sinh ngày 1 tháng 1 năm 1963) là một chính trị gia người Việt Nam. Ông hiện là đại biểu quốc hội Việt Nam khóa 14 nhiệm kì 2016-2021, thuộc đoàn đại biểu quốc hội tỉnh An Giang, Phó Trưởng Đoàn chuyên trách Đoàn đại biểu Quốc hội tỉnh An Giang, Ủy viên Ủy ban Tư pháp của Quốc hội. Ông đã trúng cử đại biểu quốc hội năm 2016 ở đơn vị bầu cử số 4, tỉnh An Giang gồm có các huyện Châu Đốc, Tân Châu, An Phú, Tịnh Biên, Tri Tôn.

## Xuất thân
Phan Huỳnh Sơn sinh ngày 1 tháng 1 năm 1963 quê quán ở xã Phong Mỹ, thành phố Cao Lãnh, tỉnh Đồng Tháp. 
Ông hiện cư trú ở Số 04, đường Đào Duy Từ, khóm Mỹ Quới, phường Mỹ Quý, thành phố Long Xuyên, tỉnh An Giang.

## Giáo dục
- Giáo dục phổ thông: 12/12
- Cử nhân Luật
- Cử nhân Xây dựng Đảng và Chính quyền nhà nước
- Cao cấp lí luận chính trị

## Sự nghiệp
Ông gia nhập Đảng Cộng sản Việt Nam vào ngày 1/4/1985.
Ông từng là đại biểu hội đồng nhân dân Thành phố Long Xuyên nhiệm kỳ 2000-2005.
Khi lần đầu ứng cử đại biểu Quốc hội Việt Nam khóa 14 vào tháng 5 năm 2016 ông đang là Tỉnh ủy viên, Bí thư Ban cán sự Đảng, Bí thư Đảng ủy, Chánh án Tòa án nhân dân tı̉nh An Giang; Phó trưởng Ban chỉ đạo cải cách tư pháp tỉnh An Giang, làm việc ở Tòa án nhân dân tı̉nh An Giang.
Ông đã trúng cử đại biểu quốc hội năm 2016 ở đơn vị bầu cử số 4, tỉnh An Giang gồm có các huyện Châu Đốc, Tân Châu, An Phú, Tịnh Biên, Tri Tôn, được 428.306 phiếu, đạt tỷ lệ 74,40% số phiếu hợp lệ.
Ông hiện là Tỉnh ủy viên, Phó Trưởng Đoàn chuyên trách Đoàn đại biểu Quốc hội tỉnh An Giang, Ủy viên Ủy ban Tư pháp của Quốc hội (Đại biểu chuyên trách: Địa phương).
Ông đang làm việc ở Đoàn chuyên trách Đoàn đại biểu Quốc hội tỉnh An Giang.